# Popovac (gmina Paraćin)
Popovac (cyr. Поповац) – wieś w Serbii, w okręgu pomorawskim, w gminie Paraćin. W 2011 roku liczyła 621 mieszkańców.